# Biggie Boom Boom
Biggie Boom Boom pjesma je hrvatskog glazbenika Baby Lasagne. Objavljena je kao peti singl s njegovog debitantskog studijskog albuma Demons & Mosquitoes 30. kolovoza 2024.

## Pozadina
Vidi još: Demons & Mosquitoes
Biggie Boom Boom ukupno je peti singl s Purišićeva albuma Demons & Mosquitoes. Prethodili su singlovi: „IG Boy”, „Don't Hate Yourself, But Don't Love Yourself Too Much”, „And I” i „Rim Tim Tagi Dim” s kojim je Purišić u svibnju 2024. predstavljao Hrvatsku na Pjesmi Eurovizije 2024. te osvojio drugo mjesto.
Pjesmu je napisao 31. ožujka 2023., ali je prije nje objavio druge pjesme.

## Objava
Baby Lasagna najavio je pjesmu na svom Instagram profilu 27. kolovoza riječima „R.I.P. Baby Lasagna. 30.8.2024.”, uz citat iz Evanđelja po Luki: „Neka mrtvi pokopaju mrtve”. Nakon objave pjesme 30. kolovoza pojasnio je da je pjesma pisana iz perspektive anksioznosti i, iako je videospot mračan, na kraju prikazuje svjetlost i nadu.

## Zasluge
- Marko Purišić – tekst, glazba, vokal
- Matej Zec – miksanje zvuka
- Mihael Žipovski - koautor teksta
- Elizabeta Ružić - izrada videospota